# Moehringia grisebachii
Moehringia grisebachii är en nejlikväxtart som beskrevs av Victor von Janka. Moehringia grisebachii ingår i släktet skogsnarvar, och familjen nejlikväxter. Inga underarter finns listade i Catalogue of Life.